# Pithecheir
Genre
Pithecheir est un genre de rongeurs de la sous-famille des Murinés.

## Liste des espèces
Ce genre comprend les espèces suivantes :
- Pithecheir melanurus F. G. Cuvier, 1833
- Pithecheir parvus Kloss, 1916